# Tidevandsmølle
En tidevandsmølle er en vandmølle, der drives af tidevandets  stigning og fald. For at øge effekten bliver der ofte etableret en dæmning med et stigbord for at skabe et tilpas stort område, hvor tidevandet kan komme ind, eller en del af en flodmunding laves om til et vandreservoir. Når tidevandet kommer ind kommer det igennem en ensrettet sluse, der lukker automatisk, når tidevandet falder. Når vandstanden udenfor er lav nok kan den opsamlede vandmængde frigives og få møllehjulet til at dreje.
Tidevandsmøller ligger normalt ved flodmundinger, så de ikke påvirkes af bølger fra havet, men tæt nok på havet til at opleve en fornuftig tidevandsamplitude. Den tidligst kendte tidevandsmølle i lå i romerrigets London ved floden Fleet.
Kulturer byggede også tidevandsmøller i middelalderen.
En moderne version af tidevandsmøller er en tidevandsdæmning, som kan bruges til at generere strøm.

## Bevarede tidevandsmøller i Storbritannien
- Ashlett Tide Mill, Ashlett, Hampshire (ombygget til klubhus)
- Battlesbridge Tide Mill, Battlesbridge, Essex (ombygget til erhverv)
- Carew Castle tide mill, Pembrokeshire
- Eling Tide Mill, Eling, Hampshire (fungerende)
- Fingringhoe Tide Mill, Fingringhoe, Essex (huset er ombygget)
- Newhaven Tide Mills, otherwise simply Tide Mills, East Sussex (kun stigbordet)
- Pembroke tide mill, Pembrokeshire (kun mølledammen)
- Place Mill, Christchurch, Dorset (fungerende, restaureret
- Quay Mill, Emsworth, Hampshire (ombygget til klubhus)
- Three Mills tide mill, Bromley-by-Bow, London
- Thorrington Tide Mill, Thorrington, Essex
- Woodbridge Tide Mill, Woodbridge, Suffolk (fungerende)